# Russo testvérek
Anthony Russo (1970. február 3. –) és Joseph Russo (1971. július 18. –), vagyis a Russo testvérek Primetime Emmy-díjas amerikai filmrendező testvérpáros. A rendezés mellett alkalmanként filmproducerként, forgatókönyvíróként és színészként is közreműködnek filmjeikben.
Ismert rendezéseik közt találhatóak a Marvel-moziuniverzum filmjei: Amerika Kapitány: A tél katonája (2014), Amerika Kapitány: Polgárháború (2016), Bosszúállók: Végtelen háború (2018) és Bosszúállók: Végjáték (2019). A Végjáték 2,8 milliárd amerikai dolláros összbevételével minden idők legmagasabb bevételt elérő filmjévé vált.
Televíziós munkáik közé tartozik Az ítélet: család és a Balfékek című vígjátéksorozat. Előbbivel 2004-ben rendezőként Primetime Emmy-díjat nyertek.

## Filmográfia

### Film
| Év   | Magyar cím                       | Eredeti cím                         | Feladatkör | Feladatkör | Feladatkör |
| Év   | Magyar cím                       | Eredeti cím                         | Rendező    | Író        | Producer   |
| ---- | -------------------------------- | ----------------------------------- | ---------- | ---------- | ---------- |
| 1997 |                                  | Pieces                              | Igen       | Igen       | Igen       |
| 2002 | Széftörők                        | Welcome to Collinwood               | Igen       | Igen       | Nem        |
| 2006 | Én, a nő és plusz egy fő         | You, Me and Dupree                  | Igen       | Nem        | Nem        |
| 2014 | Amerika Kapitány: A tél katonája | Captain America: The Winter Soldier | Igen       | Nem        | Nem        |
| 2016 | Amerika Kapitány: Polgárháború   | Captain America: Civil War          | Igen       | Nem        | Nem        |
| 2018 | Bosszúállók: Végtelen háború     | Avengers: Infinity War              | Igen       | Nem        | Nem        |
| 2019 | Bosszúállók: Végjáték            | Avengers: Endgame                   | Igen       | Nem        | Nem        |
| 2019 | 21 híd                           | 21 Bridges                          | Nem        | Nem        | Igen       |
| 2020 | Relikvia                         | Relic                               | Nem        | Nem        | Igen       |
| 2020 | Tyler Rake: A kimenekítés        | Extraction                          | Nem        | Joe        | Igen       |
| 2021 | Cherry: Az elveszett ártatlanság | Cherry                              | Igen       | Nem        | Igen       |
| 2022 | A szürke ember                   | The Gray Man                        | Igen       | Joe        | Igen       |
| 2022 | Minden, mindenhol, mindenkor     | Everything Everywhere All at Once   | Nem        | Nem        | Igen       |
| 2023 | Tyler Rake: A kimenekítés 2.     | Extraction 2                        | Nem        | Joe        | Igen       |
| 2023 | Halálos bújócska                 | All Fun and Games                   | Nem        | Nem        | Vezető     |
| 2025 | Elektronikus állam               | The Electric State                  | Igen       | Nem        | Igen       |

### Televízió
| Év        | Magyar cím                               | Eredeti cím                                      | Feladatkör | Feladatkör      | Megjegyzések                                            |
| Év        | Magyar cím                               | Eredeti cím                                      | Rendező    | Vezető producer | Megjegyzések                                            |
| --------- | ---------------------------------------- | ------------------------------------------------ | ---------- | --------------- | ------------------------------------------------------- |
| 2003      |                                          | Lucky                                            | Igen       | Nem             | 1 epizód                                                |
| 2003–2005 | Az ítélet: család                        | Arrested Development                             | Igen       | Nem             | - közösen: 1 epizód - Anthony: 4 epizód - Joe: 9 epizód |
| 2004–2005 |                                          | LAX                                              | Igen       | Igen            | 13 epizód                                               |
| 2006      | Miért pont Brian?                        | What About Brian                                 | Igen       | Igen            | 25 epizód                                               |
| 2007–2008 |                                          | Carpoolers                                       | Igen       | Igen            |                                                         |
| 2009      |                                          | Comedy Showcase                                  | Igen       | Nem             | 1 epizód                                                |
| 2009–2014 | Balfékek                                 | Community                                        | Igen       | Igen            |                                                         |
| 2010      |                                          | Running Wilde                                    | Igen       | Igen            | 1 epizód                                                |
| 2010      |                                          | The Increasingly Poor Decisions of Todd Margaret | Igen       | Nem             | próbaepizód                                             |
| 2011–2012 | Happy Endings – Fuss el véle!            | Happy Endings                                    | Igen       | Igen            |                                                         |
| 2011–2012 | Éjjel-nappal szülők                      | Up All Night                                     | Igen       | Nem             |                                                         |
| 2012      | Állati dokik                             | Animal Practice                                  | Igen       | Igen            |                                                         |
| 2015      | Carter ügynök                            | Agent Carter                                     | Joe        | Nem             | 1 epizód                                                |
| 2019      | Orgyilkos osztály                        | Deadly Class                                     | Nem        | Igen            |                                                         |
| 2019      | Larry Charles humorának veszélyes világa | Larry Charles' Dangerous World of Comedy         | Nem        | Igen            | 4 epizód                                                |
| 2022–     | Kiút                                     | From                                             | Nem        | Igen            | 20 epizód                                               |
| 2023–     | Citadel                                  | Citadel                                          | Joe        | Igen            | 2. évad                                                 |

### Joe Russo színészként
| Év   | Magyar cím                       | Eredeti cím                         | Szerep                 | Megjegyzések            |
| ---- | -------------------------------- | ----------------------------------- | ---------------------- | ----------------------- |
| 2005 | Az ítélet: család                | Arrested Developmen                 | Joe                    | 1 epizód                |
| 2006 | Én, a nő és plusz egy fő         | You, Me and Dupree                  | személyi edző          | Gozie Agbo néven        |
| 2014 | Amerika Kapitány: A tél katonája | Captain America: The Winter Soldier | Dr. Fine               | Gozie Agbo néven        |
| 2016 | Amerika Kapitány: Polgárháború   | Captain America: Civil War          | Dr. Theo Broussard     | Gozie Agbo néven        |
| 2018 | Bosszúállók: Végtelen háború     | Avengers: Infinity War              | Bert                   | törölt jelenet          |
| 2019 | Bosszúállók: Végjáték            | Avengers: Endgame                   | gyászoló férfi (cameo) | Gozie Agbo néven        |
| 2020 | A Simpson család                 | The Simpsons                        | filmproducer (hangja)  | 1 epizód                |
| 2021 | Cherry: Az elveszett ártatlanság | Cherry                              | étteremtulajdonos      |                         |
| 2022 | A szürke ember                   | The Gray Man                        | Fine CIA-igazgató      | stáblistán nem szerepel |

## Fordítás
- Ez a szócikk részben vagy egészben  a   Russo brothers című angol Wikipédia-szócikk ezen változatának fordításán alapul.  Az eredeti cikk szerkesztőit annak laptörténete sorolja fel. Ez a jelzés csupán a megfogalmazás eredetét és a szerzői jogokat jelzi, nem szolgál a cikkben szereplő információk forrásmegjelöléseként.